# Animerad kortfilm
Animerad kortfilm var det ursprungliga formatet för animerad film och genrens primära format fram till televisionens intåg vid mitten av 1900-talet. Det var inom animerad kortfilm som figurer som Musse Pigg, Snurre Sprätt, Tom och Jerry och Hacke Hackspett föddes.

## Förhistoria
Charles-Émile Reynaud skapade redan 1892 för sitt "praxinoskop", tecknade "filmer" att visas på Théâtre Optique. Den amerikanske tecknaren J. Stuart Blackton, som under 1900-talet experimenterade med trickfilmning, anses med sin Humorous Phases of Funny Faces från 1906, vara den första att skapa en egen faktiskt tecknad film. Två år senare skapade Émile Cohl i Frankrike den tecknade filmen Fantasmagorie.
Det var dock Winsor McCay som började experimentera med tecknad film 1909, som kom att fylla de rörliga tavlorna med handling. År 1914 skapade han Gertie the dinosaur, den första tecknade filmfiguren och 1918 skapade han den ambitiösa tecknade dokumentärfilmen, The Sinking of the Lusitania, med inte mindre än 25 000 bilder.
Inspirerad av McCay började svensken Victor Bergdahl 1915 att skapa tecknad film, och blev mest känd för sina filmer om Kapten Grogg.

## Amerikansk animerad kortfilm

### Fram till 1920-talet: Stumfilm
Bland den amerikanska animationens pionjärer återfinns J. Stuart Blackton, Winsor McCay och Willis O'Brien som bidrog till animationstekniken under 1900-talets första decennier - deras produktion är dock relativt liten, undantagit O'Brien som kom att arbeta mycket med stop motion-animerade specialeffekter inom spelfilmer av långfilmsformat.
1914 grundades de två första renodlade animationsstudiorna i USA - tidigare hade de animerade filmerna enbart varit en bredvidföreteelse. Med ett par månaders mellanrum sjösattes Barré Studio och Bray Productions, som kom att inleda den starka amerikanska traditionen av animerade kortfilmserier. Barrés två huvudsakliga serier var Animated Grouch Chasers (där man samarbetade med Thomas Edison) och The Boob Weekly, två serier som saknade återkommande rollfigurer. 1923 gick Barré Studio i konkurs. Bray Productions satsade mer på återkommande figurer och bland deras mest framgångsrika filmserier märks Coloner Heeza Liar, Bobby Bumps, Farmer Al Falfa och Goodrich Dirt.
Modellen med filmserier, snarare än fristående filmer, kom att bli den gängse regeln för amerikanska animerade kortfilmer ända in på 1960-talet. Den i antal filmer mest framgångsrika enskilda serien under stumfilmseran var filmversionen av Storklas och Lillklas, producerad av Bud Fisher Film Corporation (under en lång period i samarbete med Barré) mellan 1916 och 1926.
1915 skapades animationsstudion International Film Service (IFS) som ett led i mediemogulen William Randolph Hearsts expandering av sitt tidningsimperium, och i och med detta överfördes ytterligare tecknade serier till filmmediet. Bland IFS:s filmserier märks framför allt Knoll och Tott, Krazy Kat och Happy Hooligan som alla hade skapats som seriestrippar. 1918 tvingades dock Hearst lägga ned sin filmproduktion, och licensrätten till hans figurer hamnade till slut hos före detta konkurrenten Bray Productions. 1928 lade dock Bray ned sin produktion av underhållningsfilmer för att övergå till informations- och reklamfilmer.
Andra utmärkande animationsstudior som inte överlevde 1920-talet inkluderar Pat Sullivan Studio (1919–1930, Katten Felix, Sammie Johnsin samt den animerade versionen av Charlie Chaplin), Fable Studio (1921–1928, Aesop's Fables) och M.J. Winkler Productions (som huvudsakligen distribuerade andra studiors filmer men även kom att producera egna filmer med Krazy Kat och Oswald the Lucky Rabbit under åren 1928 och 1929).

### Guldåldern

#### 1928-1930: Ljudfilmen gör premiär
1923 hade Walt Disney Productions bildats av Walt Disney, som hade producerat filmer sedan 1921. Under 1920-talet kom studion att producera närmare 100 kortfilmer, huvudsakligen i tre filmserier Laugh-O-Grams (1922), Alice Comedies (1923-1927) och Oswald the Lucky Rabbit (1927-1928). Oswald-serien förlorade man 1928 till M.J. Winkler Productions och ersättaren blev en ny filmserie: Musse Pigg, vars tredje film, Musse Pigg som Ångbåtskalle, blev historiens första animerade film med synkroniserat ljud. Detta påfund blev starten för Disneys ledande ställning, och ledde också till hela genrens genombrott i Hollywood. Under de följande decennierna fortsatte Disney att producera ett flertal serier - däribland Silly Symphonies, Kalle Anka, Långben och Pluto - se Lista över Disneys kortfilmer för samtliga filmer och filmserier. För distributionen av Disneys filmer svarade M.J. Winkler Productions (1923-1928), Celebrity Pictures (1928-1932), United Artists (1932-1937), RKO Radio Pictures (1937-1956) och därefter Disneys egna distributör Buena Vista Distribution.
Undantaget Disney var det enbart en större studio från stumfilmsperioden som överlevde 1920-talet:
- Fleischer Studios (1921-1941, ursprungligen kallad Out of the Inkwell Films)

Distribuerades av Paramount Pictures.
Grundad av bröderna Max och Dave Fleischer, som tidigare hade jobbat åt Bray Productions. Bland Fleishers filmserier märks framför allt Karl-Alfred, Betty Boop och Stålmannen, men även Out of the Inkwell (senare omdöpt till Inkwell Imps) med Ko-Ko the Clown i huvudrollen och dess efterföljare Talkartoons och Color Clasics, samt Screen Songs.

#### 1930-talet: Utvecklingen exploderar
Åren kring 1930 innebar födelsen av fyra idag klassiska animationsstudior:
- Walter Lantz Productions (1928–1972, ursprungligen kallad Universal Studio Cartoons)

Distribuerades av Universal Pictures 1928–1947 och 1950–1972 och United Artists 1947-1949.
Studion grundades som ett animationsbolag inom Universal Pictures, men redan 1935 överläts bolaget till Walter Lantz, en animatör med förflutet hos Bray Productions. Studion skapade bland annat figurer och serier såsom Hacke Hackspett, Pelle Pingvin, Andy Panda, Oswald the Lucky Rabbit, som man övertagit från M.J. Winkler Productions, samt antologiserien Cartune Classics.
- TerryToons (1928-1971)

Distribuerades av 20th Century Fox.
Grundat av Paul Terry, som även han tidigare hade jobbat åt Bray Productions. Studion producerade en mängd filmserier, av vilka Stålmusen är den i Sverige mest kända. Övriga framgångsrika serier inkluderar, bland andra, Heckle & Jeckle, Gandy Goose, Farmer Al Falfa, som Terry hade skapat under sina år på Bray, samt Lisa och Sluggo.
- Warner Bros. Cartoons (1929–1964, ursprungligen Leon Schlesinger Productions)

Distribuerades av Warner Bros.
Filmbolaget Warner Bros. animationsstudio kom att skapa flera av de animerade figurer som, jämte Disneys, är världens mest kända: Snurre Sprätt, Daffy Anka, Gråben och Hjulben med flera, vilka alla var en del av studions båda filmserier Looney Tunes och Merrie Melodies.
- Screen Gems (1929-1946, tidigare The Krazy Kat Studio och Mintz Studios)

Distribuerades av Columbia Pictures.
Charles B. Mintz hade ursprungligen arbetat på M.J. Winkler Productions, som han tog över och omformade från att ha varit framför allt en distributör till att huvudsakligen vara en animationsstudio. Förutom att han fortsatte producera filmer för Krazy Kat-serien startade han även bland annat antologiserierna Color Rhapsodies, Phantasy och Fables, samt filmserier med Tjalle Tvärvigg, Knallhatten, Scrappy och The Fox and the Crow.
Utöver dessa studior existerade det under 1930-talet ytterligare några studior, som sin relativt korta existens till trots är värda att nämnas.
- Van Beuren Studios	(1928–1936)

Distribuerades av RKO Radio Pictures.
Studion tog över Fable Studios produktion av Aesop's Fables och gick i konkurs 1936.
- Ub Iwerks Studios (1930–1936)

Distribuerades av Metro-Goldwyn-Mayer 1930–1933 och Celebrity Pictures 1933–1936.
Ub Iwerks var Disneys främsta animatör när han lämnade Disneystudion för att skapa sin egen studio. Tre serier producerades Flip the Frog, Willie Whopper och ComiColor Cartoons. Succén uteblev dock och 1940 var Iwerks tillbaka hos Disney.
- Harman-Ising Pictures (1934–1937)

Distribuerades av Metro-Goldwyn-Mayer.
Hugh Harman och Rudolf Ising hade tidigare jobbat för både Disney, Mintz och Leon Schlesinger när de grundade sin egen studio. Man kom dock enbart att producera en enda serie Happy Harmonies innan man gick i konkurs.

#### 1940-talet: Produktionstopp
Vid mitten av 1930-talet hade de flesta av de största animationsstudiorna etablerat sig, men ytterligare några fortsatte att komma upp under de följande decennierna:
- MGM Cartoon Studio (1937–1957)

Distribuerades av Metro-Goldwyn-Mayer.
1937 skapade även filmbolaget Metro-Goldwyn-Mayer en egen animationsstudio, som under sina första år inte lyckades få någon större hit - det var först 1940 man på allvar lyckades slå igenom - med den första filmen om Tom och Jerry. Vid sidan av denna serie producerade man även filmer om Bruno Björn, Droopy och Pigge och Gnidde.
- Famous Studios (1942–1967)

Distribuerades av Paramount Pictures.
1941 hade Fleischer Studios tvingats i konkurs av dess distributör Paramount Pictures. Som ersättare grundade Paramount sin egen animationsstudio, Famous Studios, som fortsatte Fleishers serier Karl-Alfred och Stålmannen, men även påbörjade flera nya serier - däribland Casper, det snälla spöket.
- United Productions of America (1948–1959)

Distribuerades av Columbia Pictures.
1948 grundade den före detta Disneyanimatören John Hubley en egen studio, UPA, som kom att ge den animerade filmen en ny inriktning, så kallad "begränsad animation" (limited animition). UPA:s huvudsakliga filmserie kom att bli Mr. Magoo.

#### 1950- och 60-talet: TV:s intåg och guldålderns slut
I och med TV:s genombrott under 1950-talet började den animerade kortfilmens guldålder lida mot sitt slut, och under 1960-talet började animationsstudiorna att antingen att helt lägga ned sin verksamhet eller övergå till TV-mediet. Ytterligare några studior skulle dock komma att göra intryck inom USA:s animerade kortfilm.
- Hanna-Barbera Productions (1959–1965)

Distribuerades av Columbia Pictures.
William Hanna och Joseph Barbera hade börjat sina karriärer hos Leon Schlesinger respektive Van Beuren, men kom bilda team i och med skapandet av Tom och Jerry hos MGM. När MGM stängde ner sin studio gick paret vidare och bildade sin egen. Man såg dock TV:n som den nya tidens medium och kom endast att producera en enda kortfilmserie: Loopy De Loop.
- Rembrandt Films

Distribuerades av Metro-Goldwyn-Mayer.
MGM hade lagt ned sin animationsstudio 1957, men redan 1960 ville återuppta Tom och Jerry-serien. Lösningen blev att man anlitade den tjeckoslovakiska studion Rembrandt Films som producerade 13 filmer i serierna under åren 1960-1962.
- MGM Animation/Visual Arts (1963–1967)

Distribuerades av Metro-Goldwyn-Mayer.
MGM var dock inte nöjda med filmerna från Rembrandt Films, utan valde att låta Chuck Jones, tidigare animatör hos Warner Bros. starta en ny animationsstudio - MGM Animation/Visual Arts, som fortsatte att producera Tom och Jerry-filmer fram till 1967.
- DePatie-Freleng Enterprises (1963–1977)

Distribuerades av Warner Bros. (Looney Tunes/Merrie Melodies) och United Artists (övriga).
Den sista stora studion som producerade animerade kortfilmserier blev DePatie-Freleng Enterprises (DFE), grundat 1963. När Warner Bros. Cartoons, Inc lade ner sin produktion tog DFE över produktionen av Merrie Melodies och Looney Tunes och 1964 släppte man den första filmen i serien Rosa pantern, som kom att bli den sista av filmserierna från den animerade kortfilmens guldålder.

#### Animationsstudiorna och filmbolagen
Till följd av succén med ljudfilmen växte alltså intresset för animerade kortfilmer enormt vid slutet av 1920-talet, vilket ledde till att samtliga filmbolag blev intresserade av att kunna presentera animerade filmer på regelbunden basis. Vissa bolag valde att knyta redan existerande animationsstudior till sig, medan andra själva upprättade animationsstabar, i syfte att kunna hålla animationen inom det egna bolagets väggar.
Under en fyrtioårsperiod från slutet av 1920-talet till slutet av 1960-talet hade sju av Hollywoods dåvarande åtta stora filmbolag ett rikt utbud av animerad film:
- Paramount Pictures: fast distribution av animerad kortfilm under åren 1921-1967
- RKO Radio Pictures: 1928-1956, bolaget lade ner sin verksamhet 1957
- 20th Century Fox: 1928-1971
- Universal Pictures: 1928-1947 och 1950-1972
- Columbia Pictures: 1929-1965
- Metro-Goldwyn-Mayer: 1930-1967
- Warner Bros.: 1930-1969

Det åttonde bolaget - United Artists - distribuerade animerade filmer under perioderna 1932-1937, 1947-1949 och 1964-1977.
Walt Disney Productions övergick som enda animationsstudio till att själva distribuera sina filmer 1953 och hade då utvecklats från att vara en animationsstudio till att bli ett regelrätt filmbolag. Idag har det blivit en av Hollywoods största aktörer.

### 1970-talet och senare: Modern tid
1970 hade majoriteten av de gamla filmstudiorna lämnat den animerade kortfilmen, och animerade TV-serier hade i stor utsträckning börjat fylla kortfilmernas behov. Samtidigt började animerad långfilm att bli allt vanligare, såväl i TV som på bio. Animerade kortfilmer övergick sakta men säkert till att bli en allt smalare genre, vilket inte minst märks på listan över Oscarsnomineringar för bästa kortfilm under 1970- och 1980-talen - i allt väsentligt återfinns här kanadensiska och europeiska produktioner. Intresset från de stora filmbolagen hade i det närmaste dött och den amerikanska animerade kortfilmen kom istället att bli en plattform för experimentell film, med animatörer som Carmen D'Avino, Bill Plympton, Tim Burton, Jules Engel, Ernest Pintoff och Will Vinton. En sentida studio som rönt vissa framgångar är Hubley Studio.
1980-talet och 1990-talet innebar också de första stegen för den datoranimerade filmen, och animatörer som John Lasseter på Pixar och Bill Kroyer gjorde sig namn inom den animerade kortfilmen.
Under 2000-talet håller trenderna med experimentella filmer och datoranimation i sig.